# Gare centrale de Leipzig
La gare centrale de Leipzig (en allemand : Leipzig Hauptbahnhof) est une gare ferroviaire allemande, située au centre  de la ville de Leipzig dans le Land de Saxe. Elle est la gare principale de Leipzig et la plus grande gare voyageurs en Saxe.

## Histoire

### La situation au XIXe siècle
Depuis l'ouverture de la ligne ferroviaire entre Leipzig et Dresde, plusieurs gares ont été construites à Leipzig pendant le XIXe siècle. Parmi eux, la gare de Dresde (de) (Dresdener Bahnhof, ouverte en 1839), la gare de Magdebourg (de) (Magdeburger Bahnhof, ouverte en 1840) et la gare de Thuringe (de) (Thüringer Bahnhof, ouverte en 1857) étaient situés à proximité immédiate, à la limite nord du centre-ville. La gare de Berlin (de) (Berliner Bahnhof, ouverte en 1859) se trouvait un peu plus au nord. L'augmentation de la population de Leipzig et du nombre de voyageurs en train impose des exigences croissantes aux opérations ferroviaires, que les différentes gares des compagnies privées ont du mal à satisfaire. Leur séparation spatiale a souvent forcé des mouvements de trains et des manœuvres compliqués. 

### Planification
À la fin du XIXe siècle, la fusion et la nationalisation des compagnies des chemins de fer permettraient de réaliser d'importants investissements publics dans le réseau ferroviaire afin d'accroître sa rentabilité. La planification d'une gare centrale à Leipzig a commencé dans les années 1880. Néanmoins, les chemins de fer d'État prussiens et saxons, dont les réseaux se touchaient à Leipzig, poursuivaient des intérêts partiellement contradictoires. Pour simplifier les opérations, l'administration des chemins de fer de Saxe préférait une gare de transit avec peu de voies à Schönefeld, assez loin du centre-ville, tandis que l'administration prussienne voulait éviter la concurrence avec sa gare de transit de Halle et insistait sur une gare terminus plus compliquée en opération. Le conseil municipal de Leipzig décidait finalement de construire une gare terminus qui pourrait être située plus proche du centre-ville. En 1898, la construction d'une gare terminus avec trafic de passagers et de marchandises sur le site occupé par les gares de Dresde, de Thuringe et de Magdebourg est décidée.
La gare de Bavière (Bayerischer Bahnhof, ouverte en 1842) et la gare d'Eilenbourg (de) (Eilenburger Bahnhof, ouverte en 1874) étaient situées plus loin, au sud et à l'est du centre-ville, et n'ont pas été pris en compte dans la planification de la nouvelle gare centrale. 
Les contrats entre la ville de Leipzig, les autorités ferroviaires et la poste, sur lesquels la construction de la nouvelle gare était basée, ont été négociés entre 1898 et 1902. Le concours d'architecture pour la construction du bâtiment d'accueil a été lancé en 1906. L'appel de soumissions était dominé par un aspect de souveraineté partagée, puisque les Chemins de fer d'État de Saxe et l'administration des chemins de fer prussiens devaient utiliser le bâtiment en même temps. C'est pourquoi on prévoyait une conception symétrique avec deux moitiés contiguës de la gare, dont l'une était exploitée par les Chemins de fer prussiens et l'autre par les Chemins de fer royaux de Saxe. Le projet monumental du bureau de William Lossow et Max Hans Kühne de Dresde a été accepté avec des corrections mineures. Le hall sur les quais suit un projet des ingénieurs Karig et Eilers de Hanovre.

### Construction

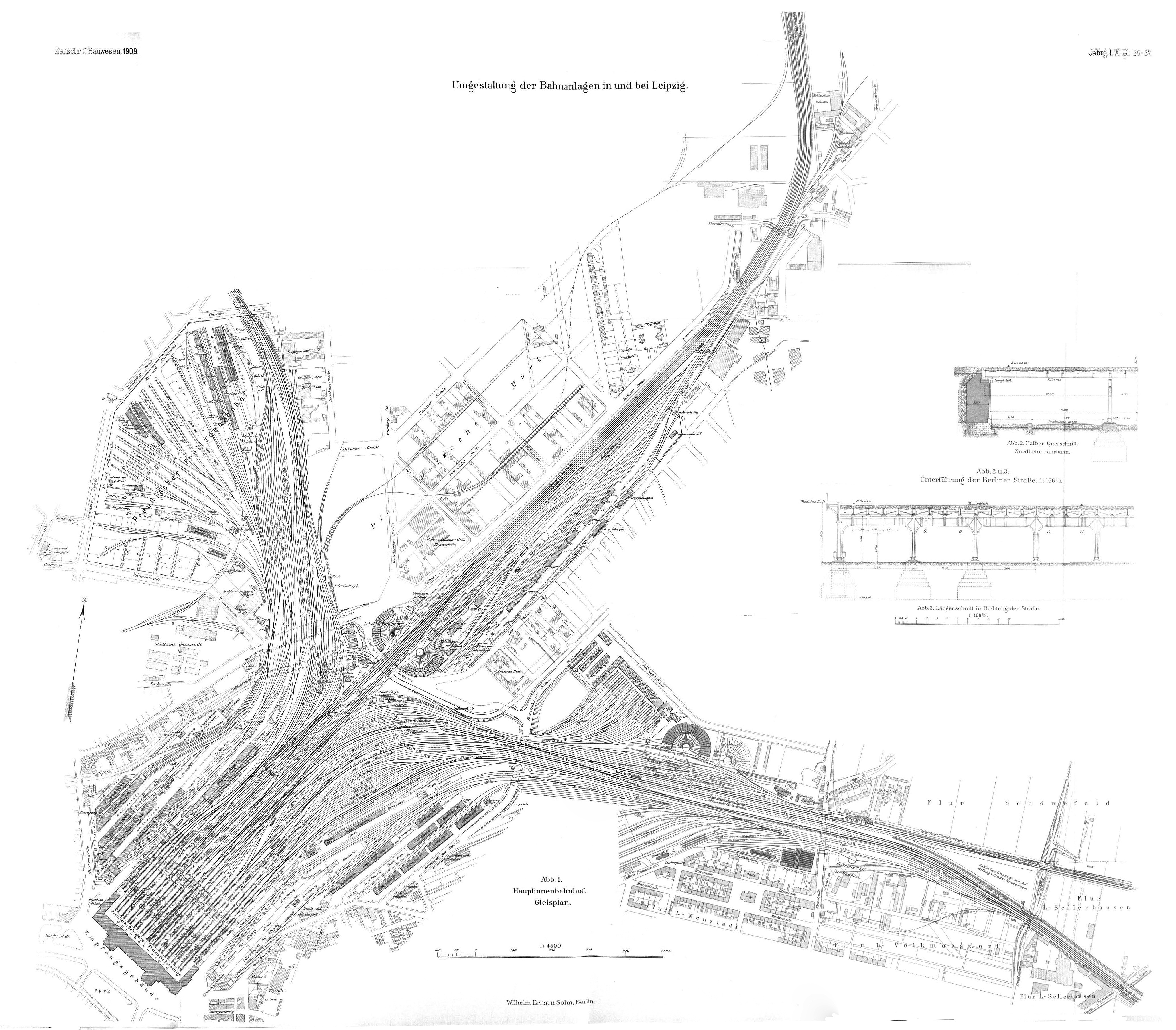
Plan de la nouvelle gare (1909)

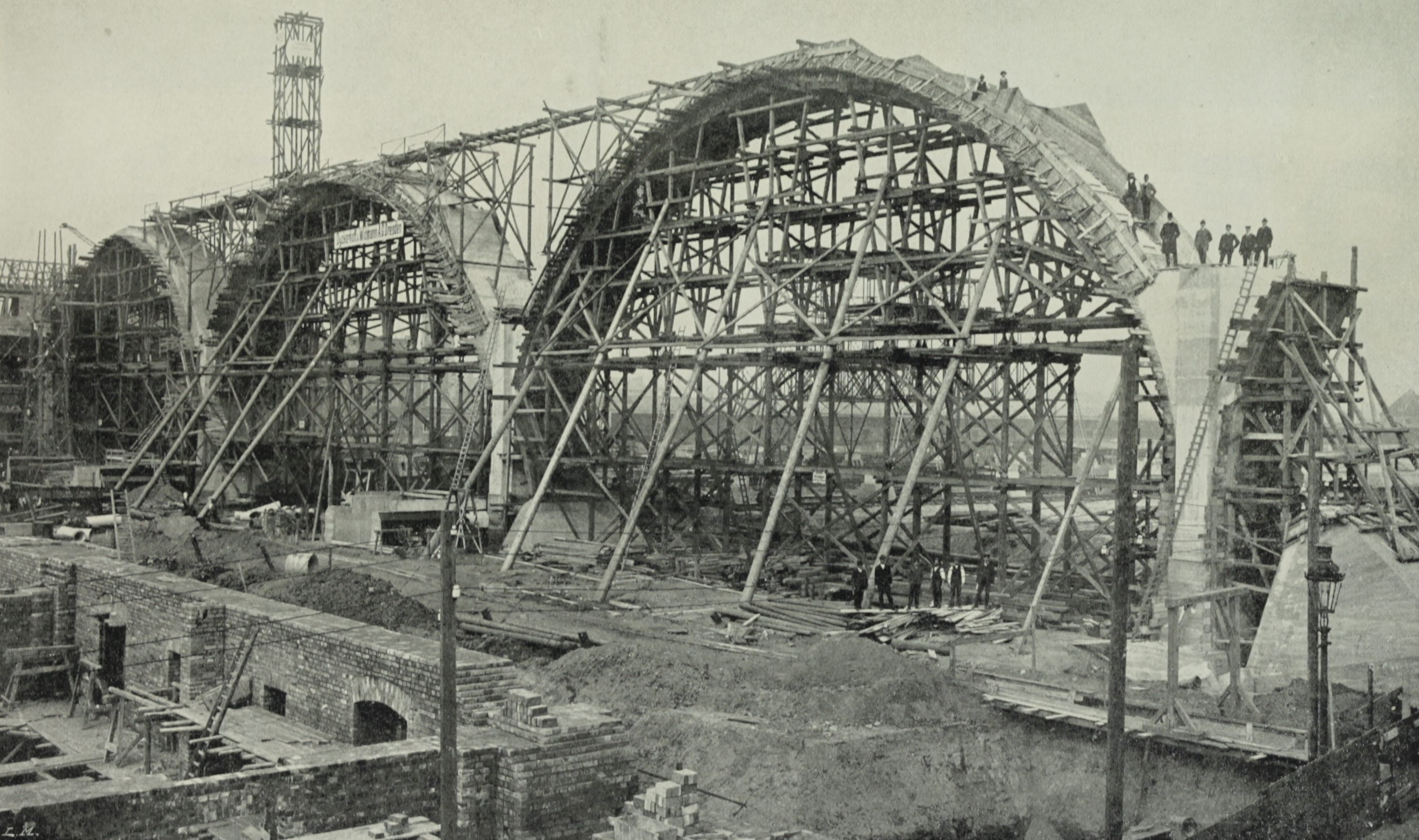
Les arcs du hall transversal en construction

Déjà pendant la phase de planification, la gare de Thuringe a été fermée le 1er octobre 1907 et démolie, de sorte que de nouvelles constructions ont pu commencer immédiatement à cet endroit. Son trafic ferroviaire a été transféré à la gare de Magdebourg. La pose de la première pierre de la station a eu lieu le 16 novembre 1909 dans l'angle sud-ouest du bâtiment d'accueil. Le trafic ferroviaire était prioritaire pendant la phase de construction et n'a pas été interrompu. Seul le trafic de marchandises a été en grande partie déplacé temporairement hors du centre-ville. Comme la démolition des anciens bâtiments et la construction des nouveaux se déroulaient en parallèle, le trafic ferroviaire a dû être déplacé plusieurs fois. Le terrain marécageux posait des problèmes, et pour obtenir une stabilité suffisante, 3125 pieux de fondation en béton armé ont dû être enfoncés à sept mètres de profondeur dans la terre. Aussi, le cours d'eau de la rivière Parthe a été détourné et partiellement mis sous terre.
Après l'achèvement partiel de la partie ouest de la nouvelle gare, l'ancienne gare de Magdebourg a été démolie. Dès le 1er mai 1912, les quais sur le côté ouest sont utilisés par des trains, d'abord d'origine de Corbetha, le 20 septembre 1912 par les trains entre Leipzig et Halle qui, jusqu'alors, utilisaient la gare de Berlin, le 1er octobre 1912 les trains entre Leipzig et Berlin et la gare de Berlin et les trains pour Hof de la gare de la Bavière, et le 1er février 1913 les trains pour Chemnitz et Dresde. Après, la démolition de la gare de Dresde commençait. Le trafic longue distance en direction de Cottbus a également été transféré de la gare d'Eilenburg à la nouvelle gare.
L'achèvement était prévu pour 1914. Une grève des ouvriers du bâtiment en 1911 le retarde jusqu'en 1915. La gare a été ouverte le 4 décembre 1915. La clé de voûte est la pierre de fondation de l'ancienne gare de Dresde.
À l'époque, la gare centrale de Leipzig était l'une des plus grandes gares du monde, avec 26 voies dans le hall de la gare et cinq autres quais extérieurs. La séparation opérationnelle selon les réseaux ferroviaires a continué à exister après la fondation de la Deutsche Reichsbahn en 1920. La Reichsbahndirektion (RBD) Halle était responsable de l'ancienne partie prussienne, le RBD Dresden de l'ancienne partie saxonne. Ce n'est qu'en 1934 que toute la station a été gérée par la RBD Halle. 
En été 1939, avec 156 arrivées et départs de trains réguliers longue distance, la gare était, après Berlin, Cologne et Francfort-sur-le-Main, le quatrième nœud ferroviaire le plus important du réseau de la Deutsche Reichsbahn.
La façade extérieure de la gare de Lausanne en Suisse est inspirée de la gare de Leipzig par les architectes Monod & Laverrière et Taillens & Dubois, construite de 1911 à 1916.

### Seconde Guerre mondiale
Lors du premier raid aérien intensif sur Leipzig par la Royal Air Force le 4 décembre 1943, quelques bombes ont frappé la gare ou son terrain. Un grand nombre de wagons de fret et de fret express ont brûlé. L'attaque de la 8e armée de l'air américaine le 7 juillet 1944 a causé de très graves dommages, en particulier au hall ouest et au hall transversal. L'un des arcs de soutien en béton armé s'est brisé et a entraîné l'effondrement des arcs en béton armé entre les nefs de la salle et du toit de la halle. Seul le hall est resté en grande partie intact. L'attaque a fait des centaines de victimes dans les abris antiaériens situés entre les quais. À partir de février 1945, le trafic ferroviaire est considérablement restreint par la destruction, et en avril 1945, il est complètement interrompu.

### De 1945 aux années 1990

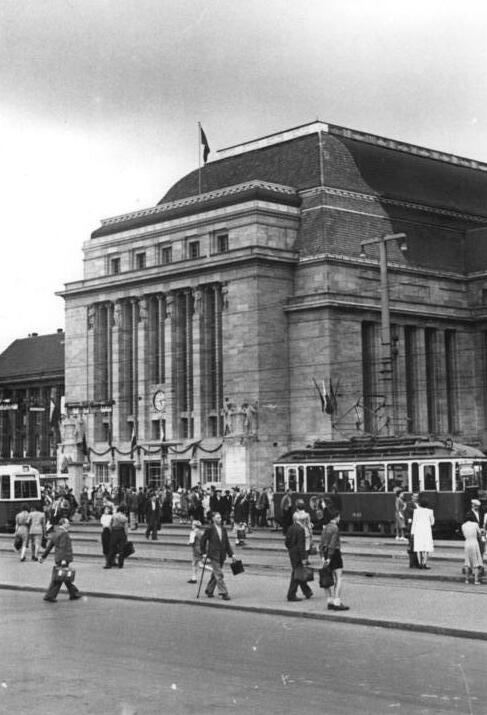
Le hall ouest après sa restauration en 1951.

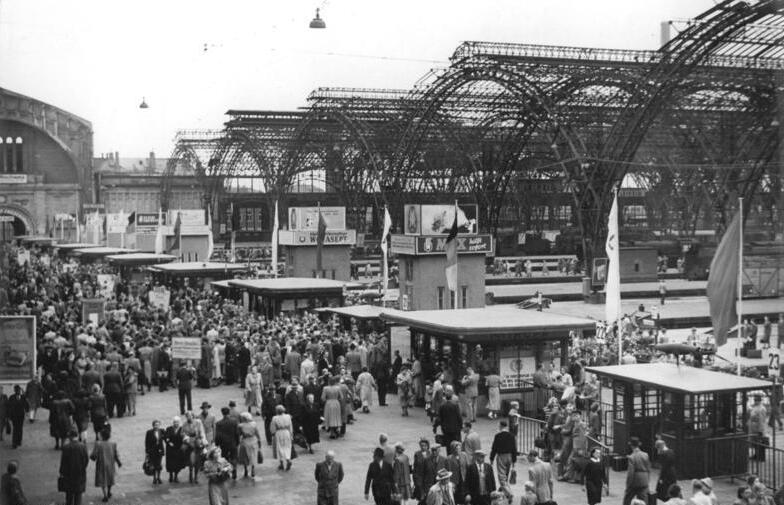
Le quai transversal, encore sans toit, en 1953.

Après l'enlèvement des débris sur les quais, le trafic ferroviaire est repris en mai 1945. Le dynamitage était nécessaire pour enlever les plus gros morceaux de débris. Pour la première Foire de la paix en mars 1946, certains quais sont à nouveau complètement accessibles. En 1947, à l'occasion de la foire du printemps, le quai transversal est à nouveau partiellement utilisable. En 1948, les réparations les plus importantes du quai transversal ont suivi. En 1949, le hall est essentiellement restauré. La gare a été restaurée dans son état d'origine par la Deutsche Reichsbahn dans les années 1950. Dans les années 1950/51, le hall ouest a été reconstruit. À la suite d'une décision du Conseil des ministres de la RDA, la toiture des plates-formes a également été restaurée en 1957, notamment parce que la gare était un point d'accueil important pour les visiteurs étrangers.
Lors de l'insurrection du 17 juin 1953, des manifestants ont pris d'assaut le poste de police situé dans le hall ouest et se sont emparés d'armes, qui cependant n'ont pas été utilisées. Le chef de file a néanmoins été exécuté.
Le 15 mai 1960, en raison d'une mauvaise manipulation par le personnel négligent des postes d'aiguillage, deux trains de passagers sont entrés en collision dans la zone d'entrée de la gare, faisant 54 morts et 240 blessés.
Au début des années 1960, la signalisation ferroviaire dans la gare est convertie en signaux lumineux.
À l'été 1989, la gare centrale de Leipzig était le nœud le second plus important dans le réseau de la Deutsche Reichsbahn avec 185 arrivées et départs de trains longue distance par jour, après le nœud de Berlin.

### Depuis 1994

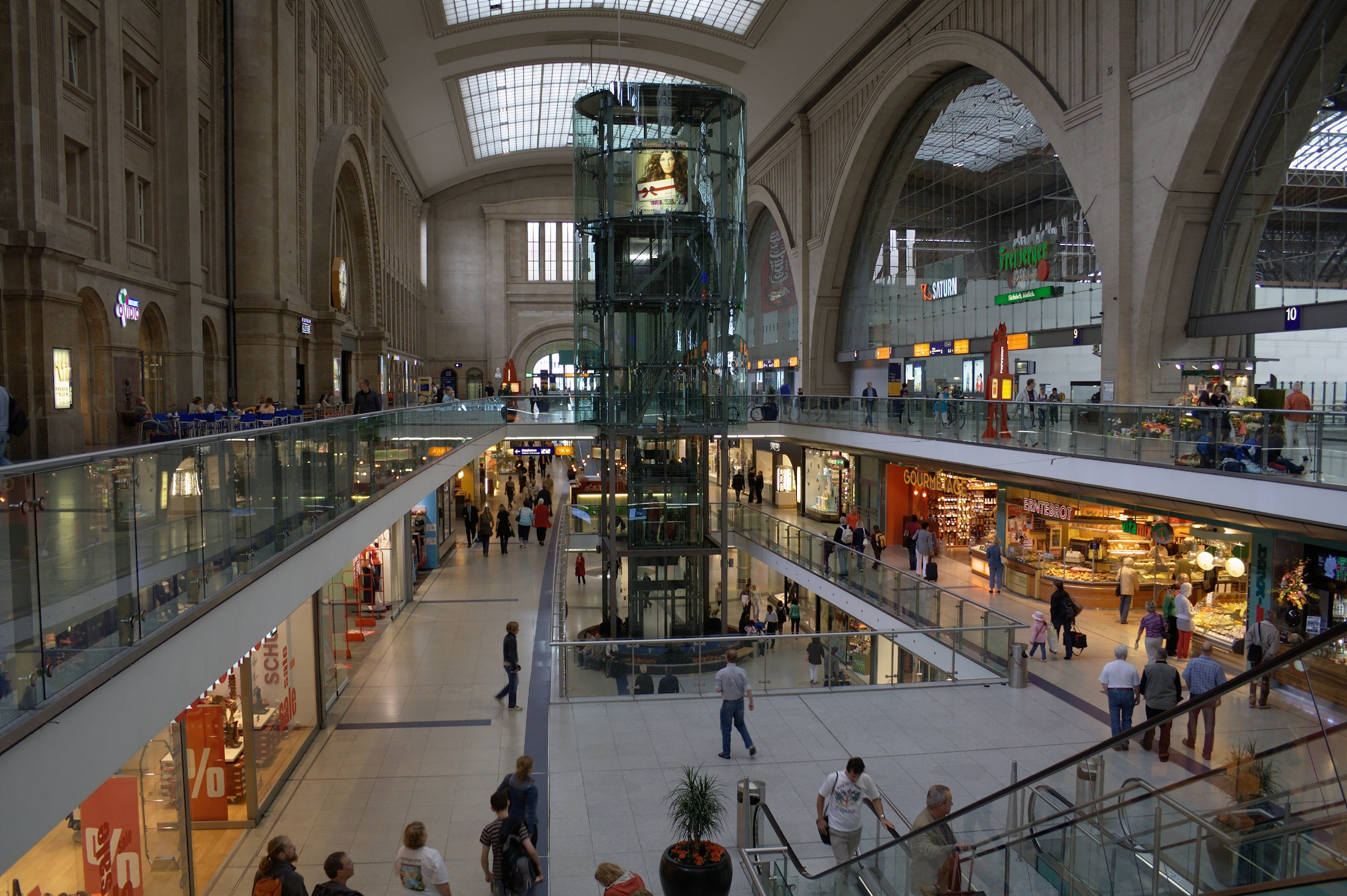
Centre commercial sous le quai transversal

Les installations voyageurs ont été largement rénovées dans la seconde moitié des années 1990. La zone du quai transversal et les halls à l'est et à l'ouest ont été complètement vidés de leur substance, et un centre commercial à deux étages supplémentaires et 71 magasins sous le quai transversal a été construit dans cette zone. Dans la zone ouest, des travaux préparatoires ont également été effectués pour le tunnel à travers la ville construit plus tard. Un parking à plusieurs étages de 600 places a été construit sur le terrain des anciennes voies 25 et 26 et en dessous de la voie 24. C'était une mesure très contestée. La voie 24 est depuis utilisée pour l'exposition de véhicules ferroviaires historiques. 
Bien qu'elle reste la plus grande gare terminus d'Europe quant à la superficie, au nombre de voies à quai la gare centrale de Leipzig est dépassée par les gares principales de Francfort, Munich et Zurich ainsi que par les gares de Paris Est et Nord depuis 1996 après cette déconstruction. 
Le bâtiment d'accueil transformé a été officiellement inauguré le 12 novembre 1997. 
Au lieu d'un tunnel inachevé sous le hall Est, qui était prévu lors de la construction de la gare, le City-Tunnel, qui relie le hall ouest de la gare centrale à la gare de la Bavière, a été construit entre 2003 et 2013 et est ouvert le 13 décembre 2013 avec le nouveau réseau de la S-Bahn Mitteldeutschland.

## Service voyageurs

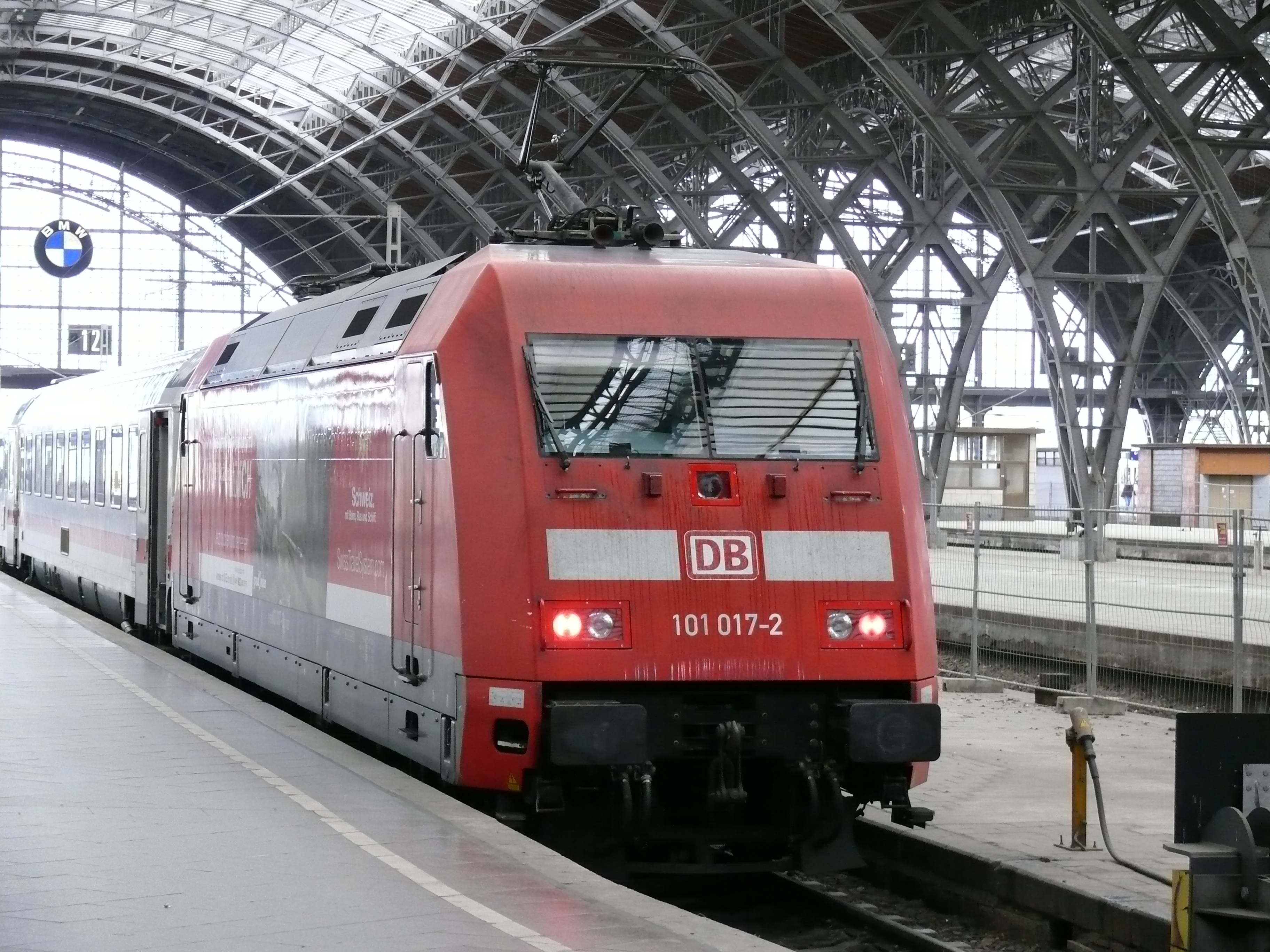
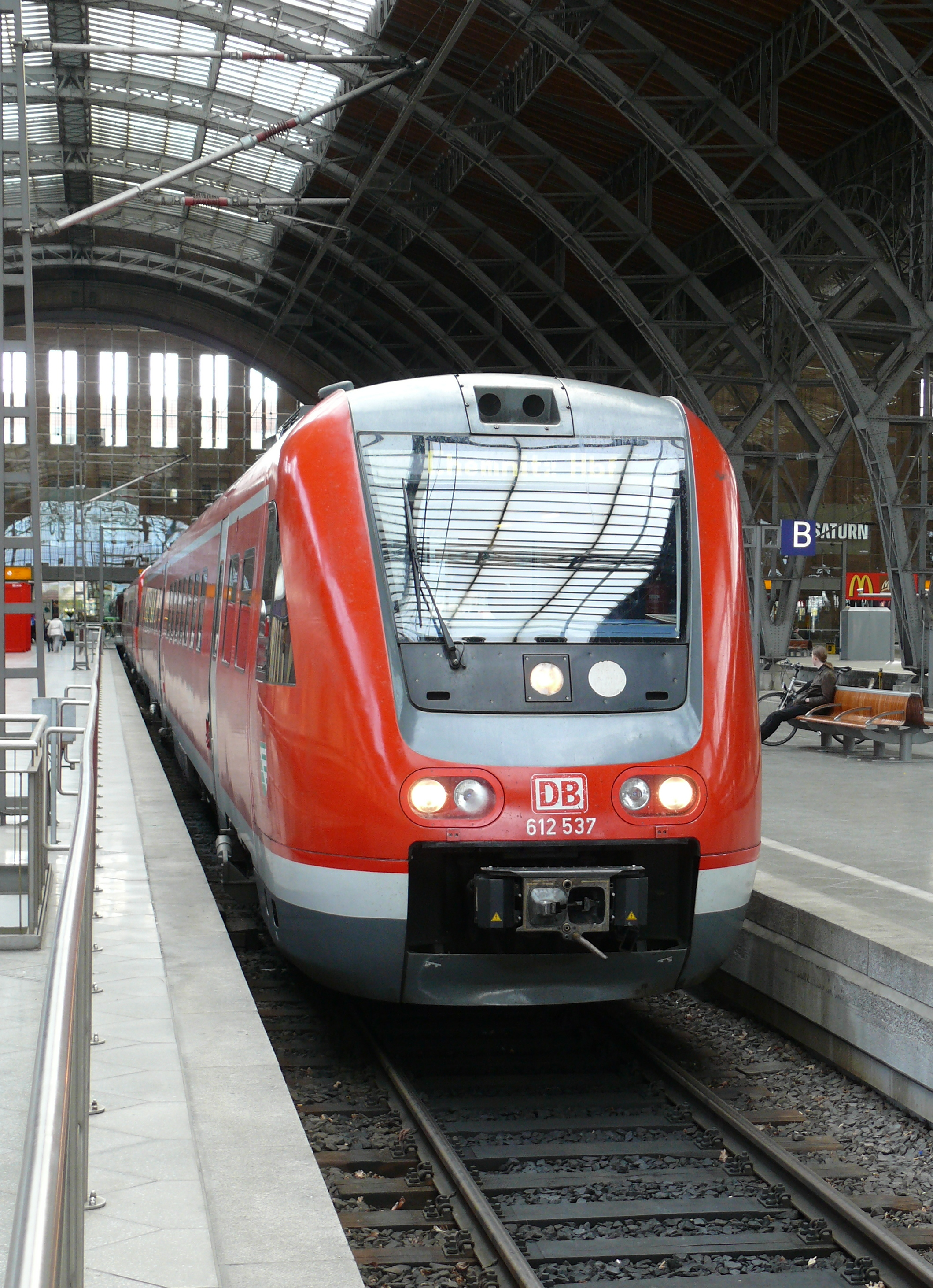
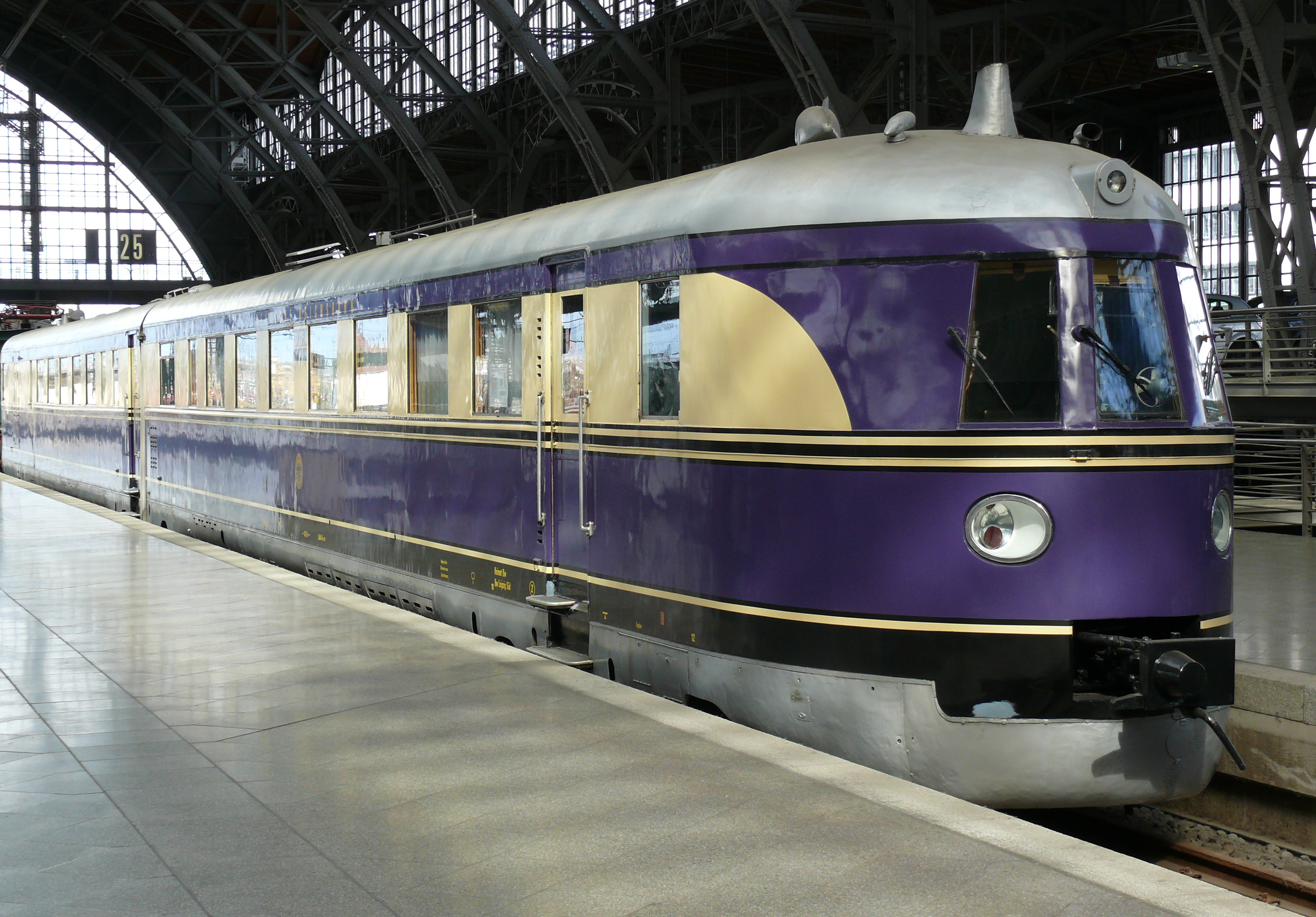
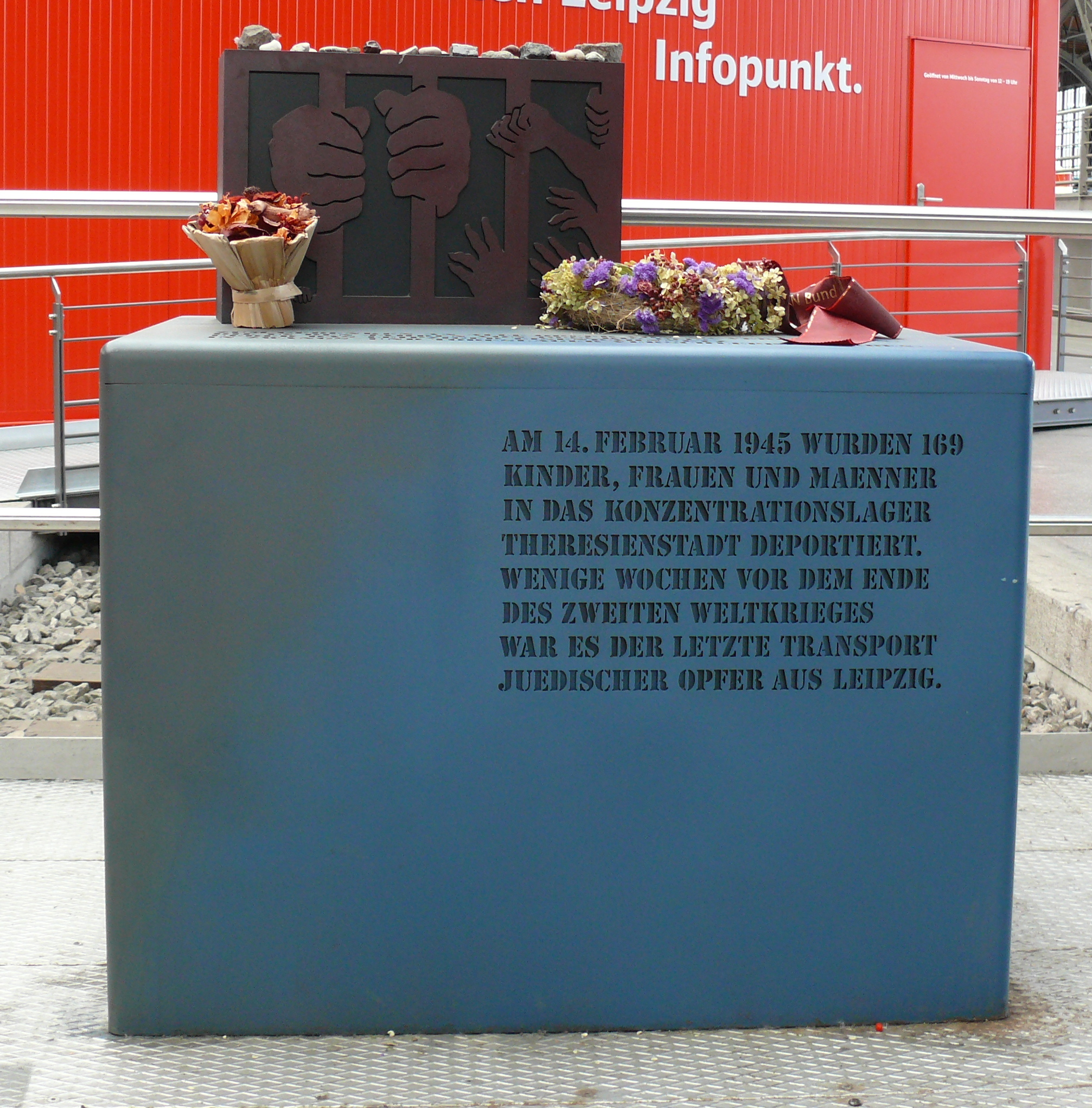
Mémorial pour les victimes juives